# United States Census

Het Bureau of the Census maakt deel uit van het United States Department of Commerce.

De United States Census is een volkstelling die om de tien jaar wordt gehouden in de Verenigde Staten. De telling wordt uitgevoerd door het Bureau of the Census en is geregeld in de Amerikaanse grondwet. De resultaten van de telling worden onder andere gebruikt om het aantal Congreszetels per staat vast te stellen, en ook de grenzen van de kiesdistricten voor het Congres en het aantal kiesmannen per staat. Daarnaast worden de gegevens gebruikt voor de toekenning en grootte van overheidsbudgetten en vele andere demografische doeleinden.
De eerste Amerikaanse volkstelling na de Amerikaanse Revolutie werd uitgevoerd in 1790, op bevel van Thomas Jefferson. Sindsdien zijn er 23 tellingen geweest. In 2020 was de laatste tot nu toe.
In Title 13 van de United States Code staat vastgelegd hoe de Census plaatsvindt. De volkstelling omvat alle mensen die in de Verenigde Staten verblijven, inclusief illegale immigranten, mensen die voor langere tijd in de VS zijn, of mensen die niet de Amerikaanse nationaliteit hebben maar wel een verblijfsvergunning. De Bureau of the Census doet vanuit het concept van  de gebruikelijke verblijfplaats, of usual residence. Dit principe staat vastgelegd in de Census Act of 1970, welke dit definieert als de plaats waar iemand woont en gebruikelijk slaapt.
Het weigeren mee te werken aan de volkstelling, of het verstrekken van onjuiste informatie, is strafbaar. Zo kan men een tot celstraf van vijf jaar en/of een geldboete die kan oplopen tot $205,000 worden veroordeeld.
De door burgers verstrekte gegevens zijn vertrouwelijk. Tijdens de Tweede Wereldoorlog werd die bepaling echter ingetrokken, waardoor het voor de Amerikaanse autoriteiten makkelijker werd 'staatsgevaarlijke' personen (Japanners, Duitsers, Italianen) te interneren. De op individuen te herleiden gegevens van een telling worden (in ieder geval sinds 1952) pas 72 jaar na die telling voor iedereen toegankelijk gemaakt.

## Cijfers door de jaren heen
| Telling | Jaar | Datum           | Bevolking   | Opmerkingen |
| ------- | ---- | --------------- | ----------- | --- |
| 1       | 1790 | 2 augustus 1790 | 3.929.326   | |
| 2       | 1800 | 4 augustus 1800 | 5.308.483   | |
| 3       | 1810 | 6 augustus 1810 | 7.239.881   | |
| 4       | 1820 | 7 augustus 1820 | 9.638.453   | |
| 5       | 1830 | 1 juni 1830     | 12.866.020  | |
| 6       | 1840 | 1 juni 1840     | 17.069.453  | De census schatte het aantal inwoners op 17.100.000. |
| 7       | 1850 | 1 juni 1850     | 23.191.876  | Dit was het eerste jaar waarin alle leden van alle huishoudens werden meegerekend, inclusief vrouwen, kinderen en slaven.                                                             |
| 8       | 1860 | 1 juni 1860     | 31.443.321  | Dit was de eerste telling waarin ook de indianen werden meegerekend. |
| 9       | 1870 | 1 juni 1870     | 39.818.449  | |
| 10      | 1880 | 1 juni 1880     | 50.189.209  | |
| 11      | 1890 | 2 juni 1890     | 62.947.714  | De migratie naar het westen werd hierin niet meegenomen. Het is ook een van de drie tellingen waarvan de data niet meer beschikbaar zijn; deze gingen verloren bij een brand in 1921. |
| 12      | 1900 | 1 juni 1900     | 76.212.168  | |
| 13      | 1910 | 15 april 1910   | 92.228.496  | |
| 14      | 1920 | 5 januari 1920  | 106.021.537 | |
| 15      | 1930 | 1 april 1930    | 122.775.046 | |
| 16      | 1940 | 1 april 1940    | 132.164.569 | |
| 17      | 1950 | 1 april 1950    | 150.697.361 | Dit is de meest recente telling waarvan de data openbaar zijn gemaakt. |
| 18      | 1960 | 1 april 1960    | 179.323.175 | |
| 19      | 1970 | 1 april 1970    | 203.302.031 | |
| 20      | 1980 | 1 april 1980    | 226.545.805 | |
| 21      | 1990 | 1 april 1990    | 248.709.873 | |
| 22      | 2000 | 1 april 2000    | 281.421.906 | |
| 23      | 2010 | 1 april 2010    | 308.745.538 | |
| 24      | 2020 | 1 april 2020    | 331.449.281 | |